# Liu O
Liu O (Liu E; pinjin hangsúlyjelekkel: Liú È; egyszerűsített kínai: 刘鹗; hagyományos kínai: 劉鶚; Wade–Giles-átírással: Liu E. Tiszteleti neve: Tie-jün (Tieyun; pinjin hangsúlyjelekkel: Tiěyún; egyszerűsített kínai: 铁云; hagyományos kínai: 鐵雲; Wade–Giles-átírással: T'ieh-yün; a név jelentése magyarulː Vasfelhő) (Dantu kerület, Csencsiang (város), Csiangszu tartomány, 1857. október 18. – 1909. augusztus 23., Dihua (maː Ürümcsi), Hszincsiang tartomány) kínai író, költő, antropológus, régész, politikus

## Élete
Előkelő, de nem különösebben hagyománykövető, némileg nyugatias mandarin családban született és nevelkedett. Ifjúkorában nem törekedett a császári hivatali vizsgarendszerben előrejutni, ehelyett vízgazdálkodási, matematikai, orvosi, nyelvészeti és csillagászati tanulmányokat folytatott. Különösen alapos ismereteket szerzett a vízügyi és a folyami tervezés területén.
1880-tól a Jangcsouban működő Taigu Egyetemre járt. Szorgalmazta a nyugati tudományok elsajátítását.
Néhány főleg kereskedelmi jellegű vállalkozása kezdetben nem volt túl sikeres. Rövid ideig Sanghajban orvoslásból élt.
1888-ban nyílt meg előtte az előrelépési lehetőség, mikor Csengcsounál a Sárga-folyó áttörte a gátat, és a helyreállítást a császári kormányzat Liu apai barátjára, Vu Ta-csengre bízta, aki maga mellé vette barátja fiát.
Liu hivatalt vásárolt magának, ami a hivatalszerzés másik módja volt a császári vizsgarendszer mellett, bár általában csupán a cím megszerzésére és viselésére irányult. Liu hivatali karrierjét azonban ez indította el.
A helyreállítási munkák végeztével Vu beajánlotta a santungi kormányzóhoz. Itt ismerkedett meg az udvari körökkel ami későbbi regényének alapja lett. Részt vett az akkoriban indult vasútfejlesztésekben. Ennek kapcsán külföldi befektetőkkel ismerkedett meg. Anyagi helyzete feltehetően ezek során jelentősen javult. Háza volt Pekingben, Nankingban, Sanghajban és Szucsouban is, és ekkoriban alapozta meg jelentős műgyűjteményét is.
Az 1898-as reformmozgalom bukásakor szerencsére épp nem tartózkodott Pekingben, így elkerülte a felelősségre vonást.
Vang Ji-zsung tudós hivatalnok barátja. 1903-ban Liu publikálta Vang felfedezését, hogy az ún. jóslócsontok némelyikén a kínai írás legősibb írásjelei olvashatók az ősi Sang-dinasztia korából. Vang halála után folytatta barátja kutatásait.
1903-ban folytatásokban jelent meg egy tiencsini lapban a századforduló körül játszódó és magyarul is olvasható regénye, az Öreg Can kóborlásai (老残游记, Lao Can ju csi). A regény az un. késő Csing-kor négy legfontosabb társadalombíráló regényének egyike. Regényének főhőséhez hasonlóan Liu is élt egy ideig orvosként. Bár Liut nem sorolták a leghaladóbb gondolkodású írók közé (az alkotmányos monarchia híve volt), éles társadalom és elitbírálata mégis népszerűvé tették művét olvasói széles körében.
A regényben szereplő hivatalnokok azonban könnyen magukra ismerhettek. Felhasználták ellene azt a közismert tényt, hogy 1900-ban a bokszerlázadás leverésekor Pekingben az orosz intervenciós csapatok közreműködésével gabonát osztatott szét az éhezőknek az állami raktárakból, amit némi rosszindulattal az ellenséggel való összejátszásnak, hazaárulásnak minősíthettek. Ezzel a váddal 1908-ban száműzték a távoli Hszincsiangba. Ez alkalmat adott Tuan Fang mandzsu hercegnek, hogy megszerezze Liu gazdag műgyűjteményét.
Szélütés következtében hunyt el Dihuában 1909-ben.

## Magyarul
- Öreg Can kóborlásai; ford., utószó Polonyi Péter, versford. Csongor Barnabás, Kiss Zsuzsa; Európa, Bp., 1985, ISBN 963-07-3612-8